# Babilon (muhafaza)
Babilon (arab. ‏محافظة بابل‎, Muḥāfaẓat Bābil) – jedna z 18 prowincji Iraku, znajdująca się w centrum kraju. Stolicą prowincji jest miasto Al-Hilla.